# シェーンブルンの人びと

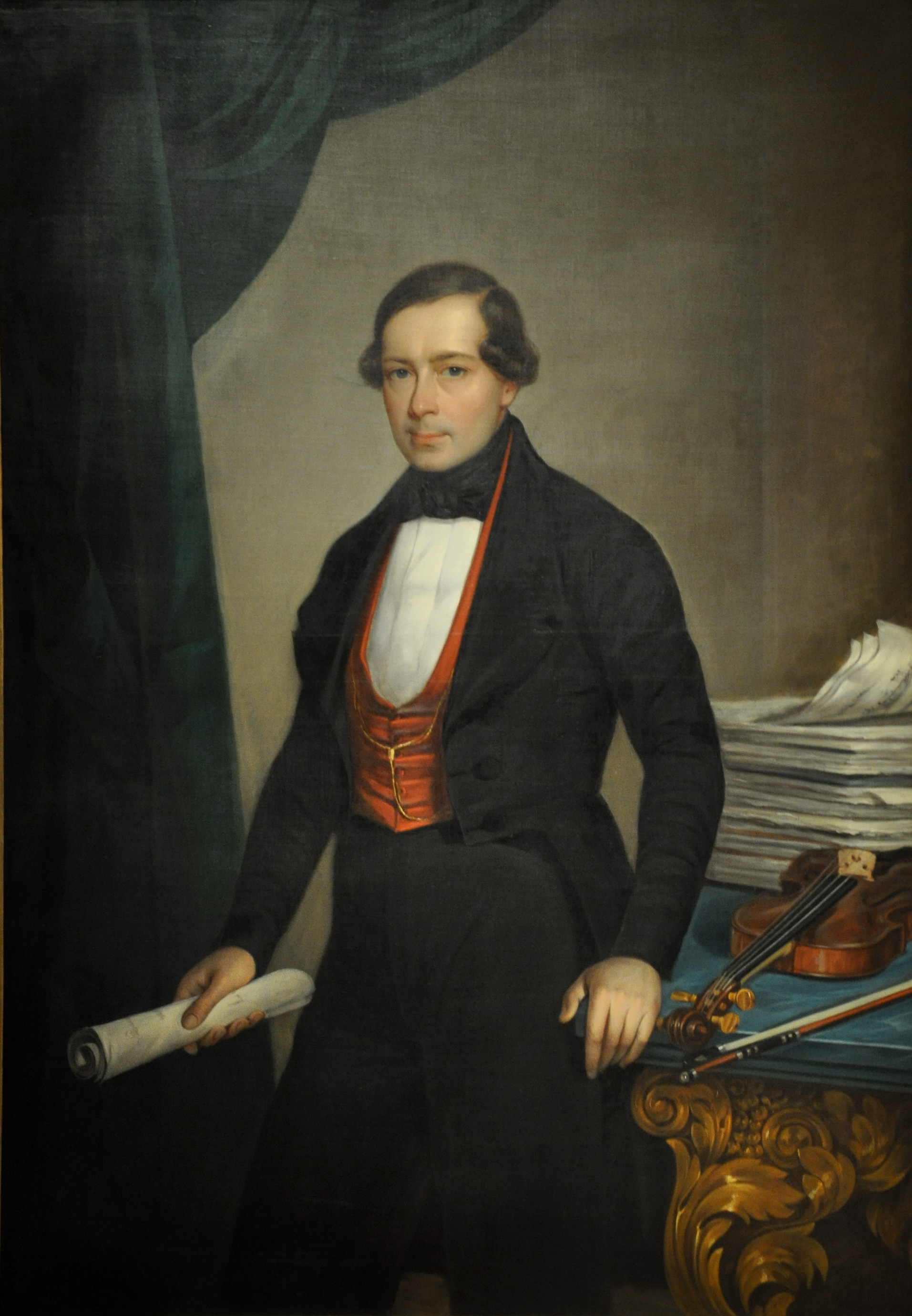
ヨーゼフ・ランナー

『シェーンブルンの人びと』（シェーンブルンのひとびと、ドイツ語: Die Schönbrunner）作品200は、ヨーゼフ・ランナーが1842年に作曲したウィンナ・ワルツ。

## 楽曲解説
『宮廷舞踏会』、『ロマンティックな人びと』に並ぶランナーの傑作ワルツである。シェーンブルン宮殿の向かいにある「カフェ・ドムマイヤー」で初演されたという説がこれまでの一般的に流布された情報の詳細であったが、実際には1842年10月13日に、ウイーンの旧フュンフ・ハウスのビア・ホールにおいて行われたという新説が、ウイーンのランナー協会の会長でもあるヴォルフガング・デルナー著の『ヨーゼフ・ランナー、年代学的・主題学的作品目録』の中で報告されている。
この曲の第1ワルツの旋律がイーゴリ・ストラヴィンスキーのバレエ音楽『ペトルーシュカ』に採り入れられている。

## 構成
序奏、4つの小ワルツ、後奏からなる。
序奏

第1ワルツ

## ニューイヤーコンサート
ウィーン・フィルハーモニー管弦楽団によるニューイヤーコンサートへの登場は、以下の通りである。
- 1978年 - ヴィリー・ボスコフスキー指揮
- 1994年 - ロリン・マゼール指揮
- 2001年 - ニコラウス・アーノンクール指揮
- 2011年 - フランツ・ウェルザー＝メスト指揮